# الزعاق (نعمان)

تعديل مصدري - تعديل

الزعاق هي إحدى قرى عزلة حصير الجار بمديرية نعمان التابعة لمحافظة البيضاء، بلغ تعداد سكانها 129 نسمة حسب تعداد اليمن لعام 2004.